# Зимний пейзаж с конькобежцами
«Зимний пейзаж с конькобежцами» (нидерл. Winterlandschap met IJsvermaak) — картина голландского художника Хендрика Аверкампа. Картина была приобретена Рейксмюсеумом в 1897 году.
Картина считается одной из самых ранних работ Аверкампа и написана в стиле, сильно напоминающем картину Питера Брейгеля Старшего 1565 года «Зимний пейзаж с конькобежцами и ловушкой для птиц».
Аверкамп писал в основном небольшие реалистичные зимние пейзажи. Эта картина представляет собой один из них. Художник разместил линию горизонта довольно высоко, что дало достаточно пространства для детального изображения происходящего на катке. Уже следующее поколение голландских художников предпочитало смещать горизонт на картинах гораздо ниже. Пейзаж полон людей, они катаются на коньках, санках, даже на лодках по льду, несут солому и вёдра, играют в нечто вроде хоккея. Судя по одежде, на лёд вышли люди всех сословий.

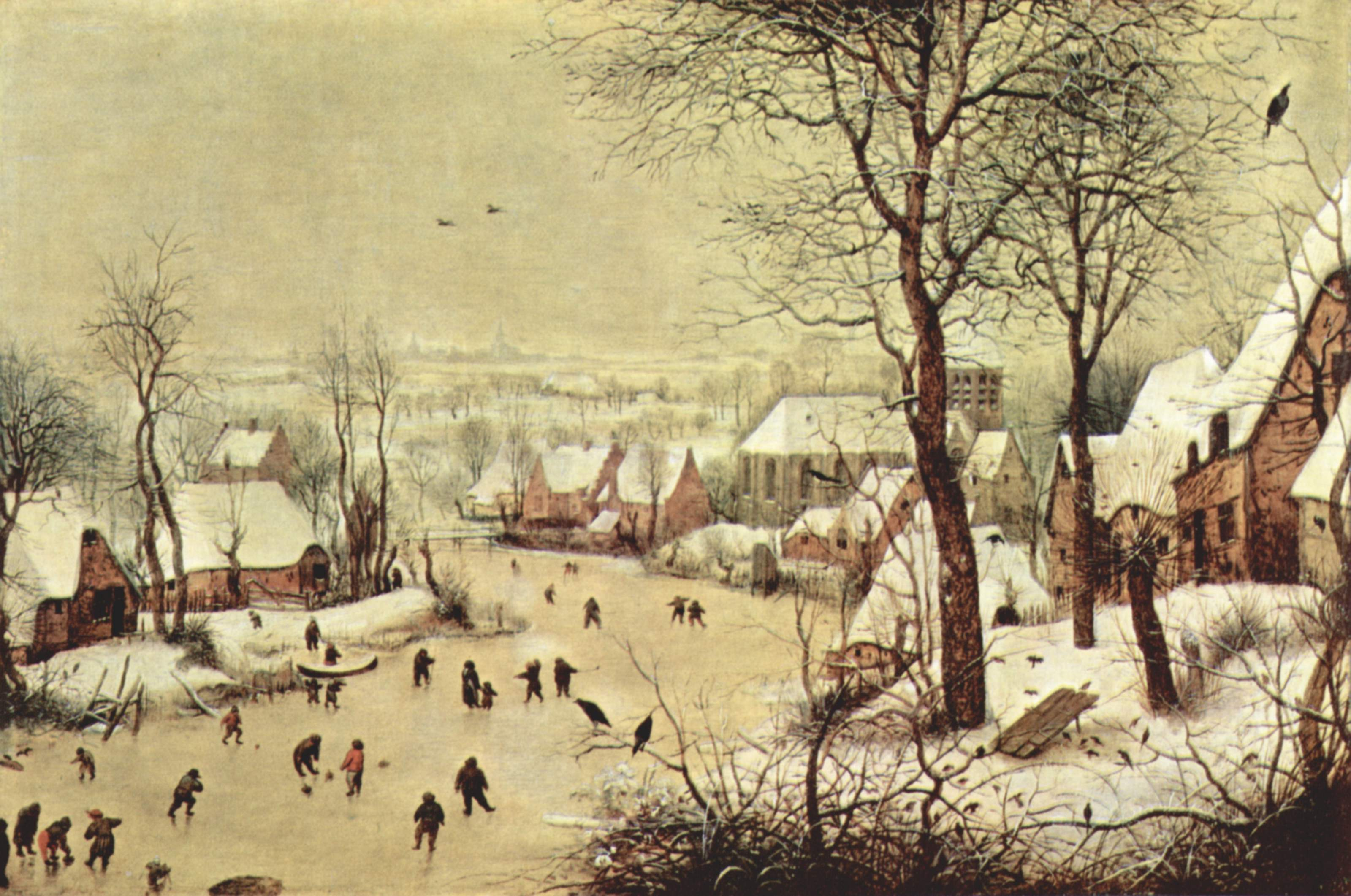
Брейгель, «Зимний пейзаж с ловушкой для птиц», 1565

В левой части картины изображён украшенный гербом Антверпена дом, судя по всему пивоварня и постоялый двор. Перед ним, во льду, вырублена прорубь, из которой поднимают вёдра с водой для варки пива. Ловушка для птиц, сооружённая из двери на палке, в левом нижнем углу картины — это прямое цитирование Питера Брейгеля. Аверкамп разместил свою подпись на «Haenricus Av» нацарапанной на сарае в правой части картины. Сверху над подписью небрежно нацарапана фигура человека.